# Xiang Songzuo
Xiang Songzuo (chinesisch 向松祚, Pinyin Xiàng Sōngzuò; * 28. Januar 1965) ist ein Wirtschaftswissenschaftler. Er ist Professor an der Renmin-Universität im Fachbereich Finanzen. Vorher war er bei der Agricultural Bank of China und Vize-Direktor der Chinesischen Volksbank.

## Werdegang
Im Jahr 1986 absolvierte er den Bachelor in Maschinenbau an der Universität für Wissenschaft und Technik Zentralchina. An der Chinesischen Volksuniversität absolvierte er seine wirtschaftswissenschaftliches Studium mit dem Master und dem Ph. D. Außerdem hat er einen Master für International Affairs von der Columbia University. Derzeit ist er stellvertretender Direktor und Senior Fellow des Zentrums für Internationale Währungsforschung an der Chinesischen Volksuniversität und Mitglied des Beirats des Amtlichen Forums für Währungs- und Finanzinstitut. Ferner ist er ein Fellow an der Johns Hopkins University am Institut für Angewandte Ökonomie, Global Health und das Studium der Business Enterprise.

## Forschung
Xiang hat zahlreich zum Thema Finanzpolitik publiziert und in der VR China verschiedene Preise gewonnen. Er hat sich eingehend mit den Klassikern der westlichen Wirtschaft, mit der Geschichte der US-Wirtschaft, Geschichte des globalen Finanzwesens und der Entwicklung des internationalen Währungssystems befasst. In seinem Hauptwerk Spiele nicht mit dem Wechselkurs (chinesisch 不要玩弄汇率) prangert er die Wechselkurspolitik der USA und  Japans an, weil sie die Erhöhung des Renminbi verlangen und damit implizit der chinesischen Wirtschaft schaden. Internationale Bekanntheit erlangte er durch eine Vorlesung in Shanghai, bei der er die Wirtschaftspolitik von Xi Jinping kritisierte und behauptete, dass das Wirtschaftswachstum sehr viel niedriger sei, als die offiziellen Statistiken verlauten lassen. Das offizielle Wirtschaftswachstum betrug im Jahr 2018 6,5 %, laut den von Xiang zitierten Statistiken betrug es jedoch nur 1,67 % oder war sogar negativ. Er mahnt die Dringlichkeit von Wirtschafts- und besonders Steuerreformen an. Außerdem äußert er sich kritisch über die Politik, den Privatsektor wieder zurückdrängen zu wollen, die zum Beginn des Jahres 2018 propagiert wurde. Die Vorlesung wurde als Youtube-Video aufgezeichnet und in der VR China zensiert.

## Werke
- 向松祚 (Autor), 不要玩弄汇率 (Titel), 北京大学出版社出 (Verlag), 2016.